# Alessandro Poglietti
Alessandro Poglietti (ur. ?, zm. w lipcu 1683 pod Wiedniem) – włoski kompozytor i organista.

## Życiorys
Przypuszczalnie studiował w Rzymie lub Bolonii. W 1661 roku przybył do Wiednia, gdzie został organistą w kościele jezuitów na dworze cesarza Leopolda I oraz organistą cesarskiej kapeli. Ceniony był przez współczesnych jako wirtuoz instrumentów klawiszowych. Otrzymał tytuł arystokratyczny od cesarza oraz z rąk papieskich Order Złotej Ostrogi. Wielokrotnie gościł na dworze arcybiskupa Karla von Liechtenstein-Kastelkorn w Kromieryżu. Zginął z rąk tureckich podczas oblężenia Wiednia w 1683 roku.
Pisał utwory na instrumenty klawiszowe: ricercary, suity, canzony, capriccia, preludia i fugi, skomponował też utwory wokalno-instrumentalne o charakterze religijnym oraz operę Endimione festeggiante (wyst. Göttweig 1677). 